# Economipedia
Economipedia es una escuela digital de educación económica y financiera. Sus áreas principales son el diccionario económico donde se incluyen más de 7.500 definiciones de conceptos económicos en español y la sección de cursos, donde se puede aprender de economía, inversión y finanzas con clases online. También tienen una sección de análisis, donde cuentan con publicaciones que tratan de abordar los últimos sucesos económicos. Su objetivo es incentivar el conocimiento económico y financiero.

## Historia
El proyecto de Economipedia lo inicia Andrés Sevilla Arias en febrero de 2012, entonces estudiante en la Universidad Complutense de Madrid. Su idea era facilitar a los estudiantes de economía y finanzas una plataforma de explicaciones económicas en español. Pronto se unieron a la iniciativa algunos compañeros de estudios y posteriormente se fueron incorporando más colaboradores, para conseguir que Economipedia sea un lugar independiente donde la gente pueda aprender sobre economía y finanzas de una forma sencilla y entretenida, con contenido de calidad.

## Plataforma
Una de las áreas principales de Economipedia es el diccionario, donde cuentan con más de 7500 explicaciones de conceptos económicos y financieros que tratan de explicar de una manera práctica y sencilla.
Otra área principal son los cursos, donde imparten clases de economía, inversión y finanzas, a través de su plataforma online.
Además del diccionario, el sitio dispone de guías y análisis económicos.